# Avô (Oliveira do Hospital)
Avô é uma vila portuguesa sede da Freguesia de Avô do Município de Oliveira do Hospital, freguesia com 7,17 km² de área e 473 habitantes (censo de 2021), tendo, por isso, uma densidade populacional de 66 hab./km².
A povoação de Avô foi elevada à categoria de vila de 1995.
Foi vila e sede de concelho entre 1187 e 1855.
O topónimo provém de ali se passar a vau o rio Alva, e a ribeira de Pomares, que ali tem a sua foz no Pego de Avô, pequeno lago formado pelos dois cursos de água na sua junção, com uma pequena ilha no meio. O castelo de Avô foi mandado edificar por D. Afonso Henriques.
Avô foi senhorio concedido pelo conde D. Henrique à sé de Coimbra, e o seu antigo concelho, depois freguesia, até recentemente tinha no seu brasão incluídas as armas reais portuguesas.
Avô é considerada uma das mais belas localidades portuguesas, tendo por esse motivo sido escolhida a sua fotografia para capa do livro de arte As Mais Belas Aldeias de Portugal.

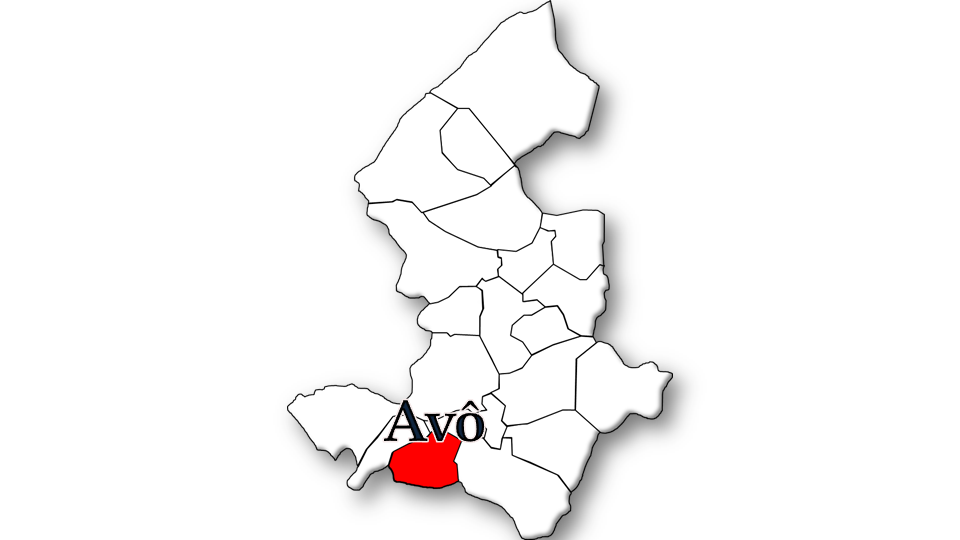
Localização no Município de Oliveira do Hospital

## Demografia
A população registada nos censos foi:
| Distribuição da População por Grupos Etários | Distribuição da População por Grupos Etários | Distribuição da População por Grupos Etários | Distribuição da População por Grupos Etários | Distribuição da População por Grupos Etários |
| -------------------------------------------- | -------------------------------------------- | -------------------------------------------- | -------------------------------------------- | -------------------------------------------- |
| Ano                                          | 0-14 Anos                                    | 15-24 Anos                                   | 25-64 Anos                                   | > 65 Anos                                    |
| 2001                                         | 100                                          | 73                                           | 285                                          | 175                                          |
| 2011                                         | 52                                           | 58                                           | 254                                          | 231                                          |
| 2021                                         | 31                                           | 45                                           | 223                                          | 174                                          |

## Património
- Casa de Brás Garcia de Mascarenhas
- Castelo de Avô, incluindo as ruínas da Ermida de São Miguel
- Pelourinho de Avô (século XVI)
- Igreja Matriz de Avô - Século XVIII (1764)
- Capela de Nossa Senhora dos Anjos - capela barroca do princípio do século XVIII
- Capela de S. Pedro - século XVI
- Capela e de Santa Quitéria - final do século XVI
- Capela do Mosteiro
- Cruzeiros (2)
- Cruzeiro da Ilha do Picoto, do séc. XX (1940) - Comemorativo do 8º Centenário da fundação de Portugal e do 3º da

Restauração. 
- Casas quinhentistas e seiscentistas
- Alminhas de Avô

## Pontos de interesse
- Varandas de Avô - miradouro na encosta do rio Alva com vista sobre Avô
- Pontes (sobre o rio Alva e sobre a ribeira de Pomares)
- Mini-hídrica
- Ilha do Picoto (praia fluvial)
- Cipreste de Avô
- Lagar de Azeite do Sr. José Jerónimo, junto à ilha do Picoto
- Varanda de S. Pedro - miradouro com vista panorâmica, localizado no adro da Capela de São Pedro)
- Vestígios de uma Sepultura Antropomórfica (século XII)
- Moinhos (século XIX)

## Colectividades
- Rancho Folclórico "As Camponesas do Alva" de Avô.

## Personalidades
- Major Alexandre de Morais
- Brás Garcia de Mascarenhas